# Massimo Ceccherini
Pour les articles homonymes, voir Ceccherini.
Massimo Ceccherini (né à Florence le 23 mai 1965) est un acteur, réalisateur et humoriste italien.

## Biographie
Massimo Ceccherini est né à Florence en 1965. Fils d'un plâtrier, il semblait destiné au même métier, mais son père était attiré par le monde du divertissement et Massimo Ceccherini fait sa première apparition à la télévision dans le programme La Corrida, poursuivant une carrière musicale avec son ami Alessandro Paci . Il devient connu des téléspectateurs dans l'émission de cabaret Videomusic, Aria Fresca, dirigée par le jeune Carlo Conti. Il obtient son premier rôle dans le film, Benvenuti in casa Gori réalisé par Alessandro Benvenuti, avec qui l'année suivante il joue également dans le film Zitti e mosca (it) . En 1994, aux côtés de Paolo Villaggio, Ceccherini apparaît dans Cari fottutissimi amici, réalisé par Mario Monicelli. Le succès populaire arrive avec sa collaboration avec son ami Leonardo Pieraccioni, participant à presque tous ses films.
À la fin du millénaire, il réalise son premier film en tant que réalisateur.
En 2006, il participe pour la première fois à l'édition italienne de l' émission de téléréalité L'isola dei famosi.

## Filmographie

### Réalisateur
- 1999 : Lucignolo (it)
- 2000 : Faccia di Picasso (it)
- 2003 : La mia vita a stelle e strisce (it)
- 2006 : Fave - Quelli di Pinocchio (it)
- 2013 : La mia mamma suona il rock (it)
- 2013 : La brutta copia (it)

### Acteur de cinéma
- 1990 : Benvenuti in casa Gori d'Alessandro Benvenuti
- 1991 : Zitti e mosca  d'Alessandro Benvenuti
- 1996 : Il ciclone  de Leonardo Pieraccioni
- 1997 : Fuochi d'artificio de Leonardo Pieraccioni
- 1996 : Cinque giorni di tempesta de  Francesco Calogero
- 2000 : Faccia di Picasso (it)
- 2003 : Il paradiso all'improvviso de Leonardo Pieraccioni
- 2005 : Tutti all'attacco de Lorenzo Vignolo
- 2006 : Napoléon (et moi) de  Paolo Virzì
- 2007 : Una moglie bellissima de Leonardo Pieraccioni
- 2008 : Un'estate al mare de Carlo Vanzina
- 2010 : A Natale mi sposo de Paolo Costella
- 2011 : Una cella in due de Nicola Barnaba
- 2012 : Operazione vacanze de Claudio Fragasso
- 2013 : Regalo a sorpresa de Fabrizio Casini
- 2013 : Un fantastico via vai de Leonardo Pieraccioni
- 2015 : Tale of Tales de Matteo Garrone
- 2016 : Ciao Brother de Nicola Barnaba
- 2019 : Pinocchio de Matteo Garrone
- 2022 : Le Colibri (Il colibrì) de Francesca Archibugi

## Théâtre
- Fermi tutti questo è uno spettacolo, Pinocchio (1998)
- Quei bravi racazzi (2006–2007)
- Pinocchio (2009)